# 表现主义

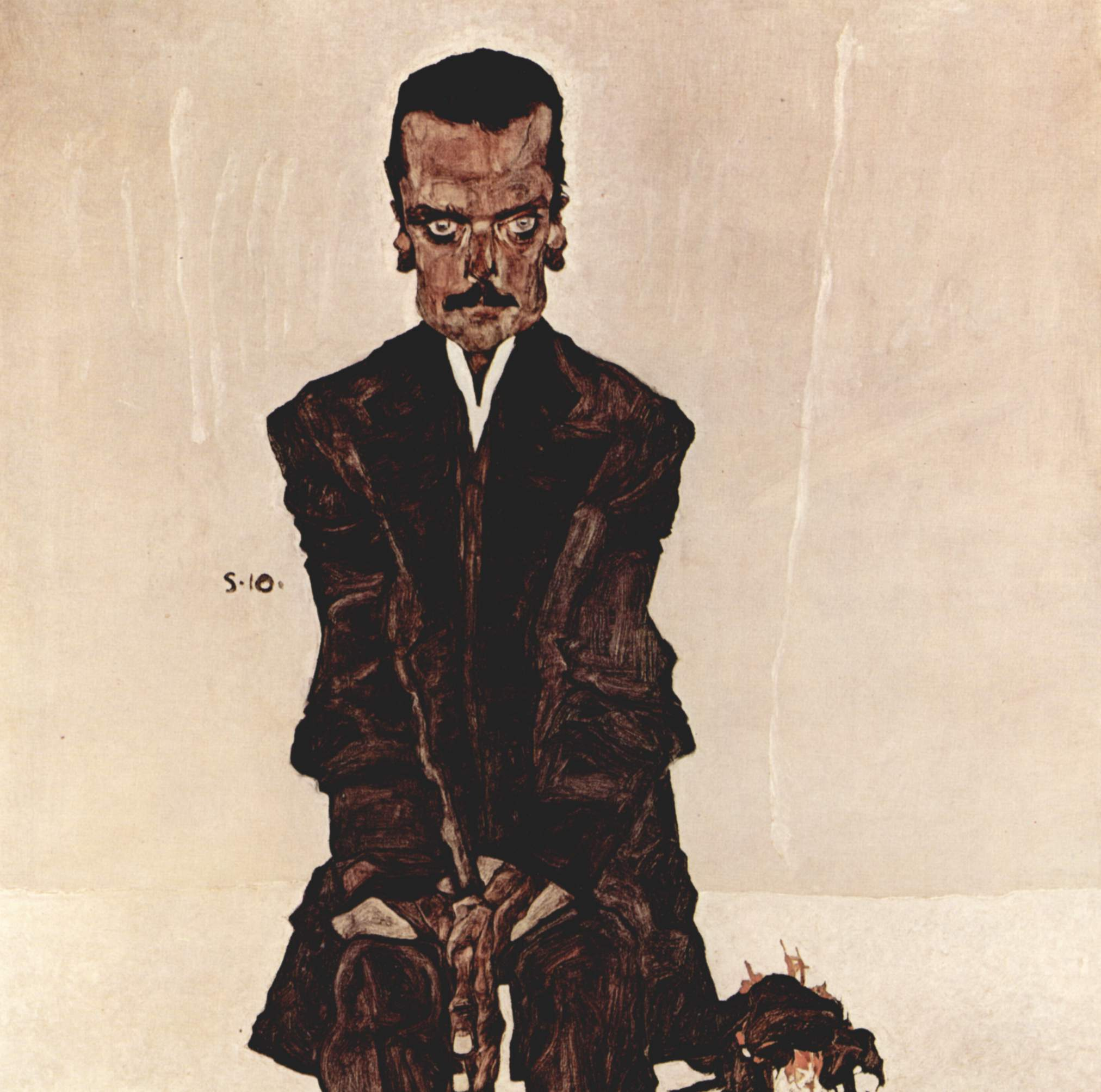
埃贡·席勒的《爱德华·科斯马克肖像》

表现主义（法語：Expressionnisme）是20世纪初流行于法国、德国、奥地利、北欧和俄罗斯的文学和艺术流派。1901年法国画家朱利安·奥古斯特·埃尔韦为表明自己绘画有别于印象派而首次使用此词。后德国画家也在章法、技巧、线条、色彩等诸多方面进行了大胆地“创新”，逐渐形成了派别。后来发展到音乐、電影、建筑、诗歌、小说、戏剧等领域。
表现主义是艺术家通过作品着重表现内心的情感，而忽视对描写对象形式的摹写，因此往往表现为对现实扭曲和抽象化。这个做法尤其用来表达恐惧的情感——欢快的表现主义作品很少见。从这个定义上来说马蒂斯·格吕内瓦尔德与格雷考的作品也可以说是表现主义的，但是一般来说表现主义仅限于20世纪的作品。

## 來源

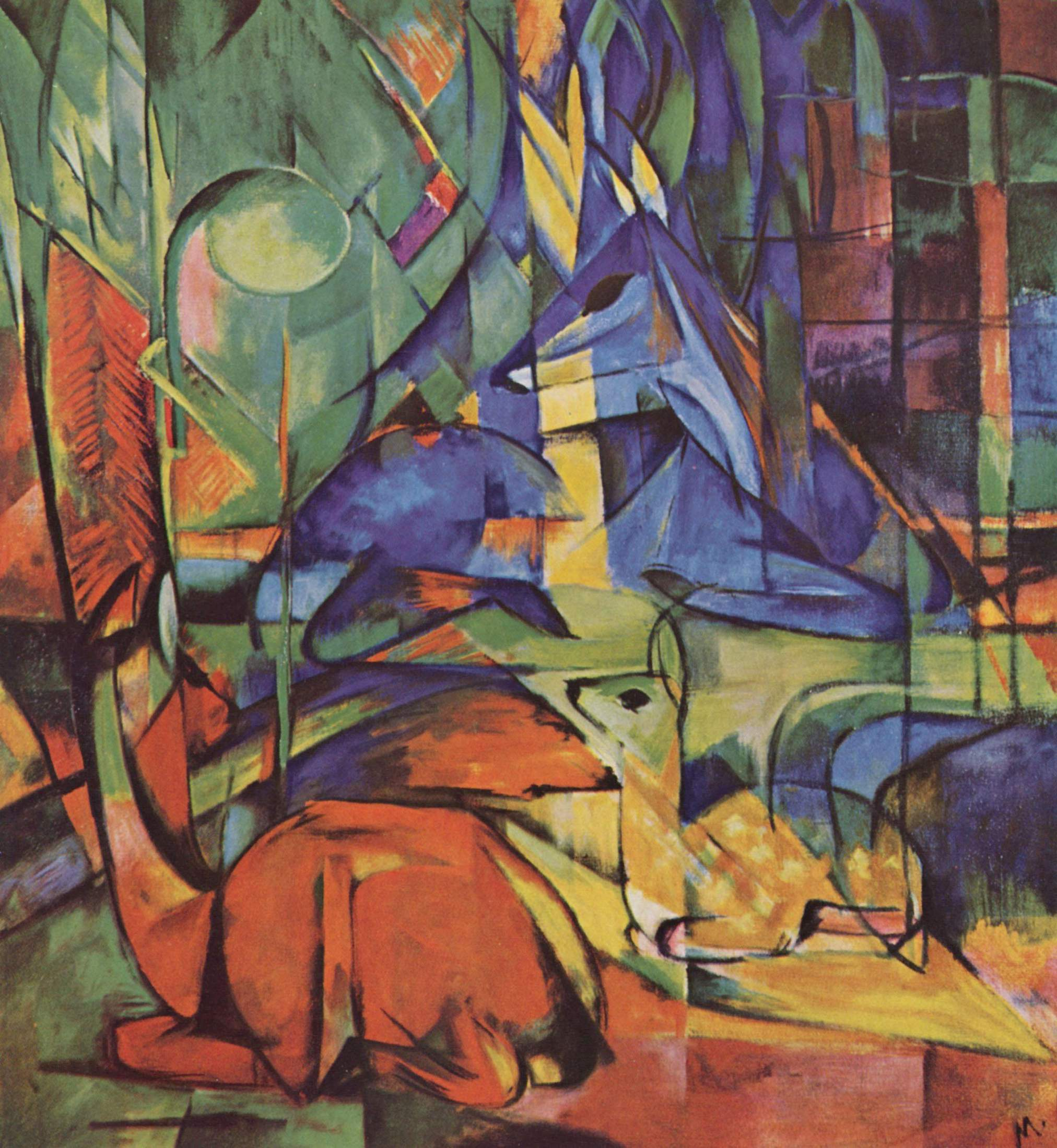
弗兰茨·马尔克的《林中鹿》

雖然表現主義這個詞被用來描述一個特定的藝術風格，但是事實上並不存在一個被稱為「表現主義」的運動。這個詞一般用來描述19世紀末、20世紀初德國反對學術傳統的繪畫和製圖風格。尼采通過對古風藝術的批評在表現主義形成的過程中起了一個疏導和關鍵的作用。
在他的《悲劇的誕生》中尼采將古代藝術分為兩類，阿波羅式的藝術是理智、秩序、規則和文雅的藝術；狄俄尼索斯式的藝術是惡毒、混亂和瘋狂的藝術。阿波羅式的藝術代表著理智的理想，而狄俄尼索斯式的藝術則來自於人的潛意識。這兩種藝術形式與代表它們的神一樣：兩者都是神的兒子，互不相容，又無法區分。尼采認為任何藝術作品都包含這兩種形式。表現主義的基本特徵是狄俄尼索斯式的：鮮艷的顏色、扭曲的形式、繪畫技巧上漫不經心、平面、缺乏透視、基於感覺，而不基於理智。
廣義地說表現主義是指任何表現內心感情的藝術。當然所有的藝術品都表現藝術家的感情，但是有些作品尤其強調和表達藝術家的內心感情。尤其在社會動亂的時期這樣的作品尤其常見，而在歐洲歷史上從15世紀開始這樣的動亂時常重複：宗教改革、德國農民戰爭、百年戰爭等等，所有這些動亂和壓迫均在印刷作品中留下了其痕跡。雖然這些作品一般從藝術角度不引人注目，但是它們通過它們所描述的恐怖始終能夠在其觀眾中引起強烈的感情。

## 视觉艺术

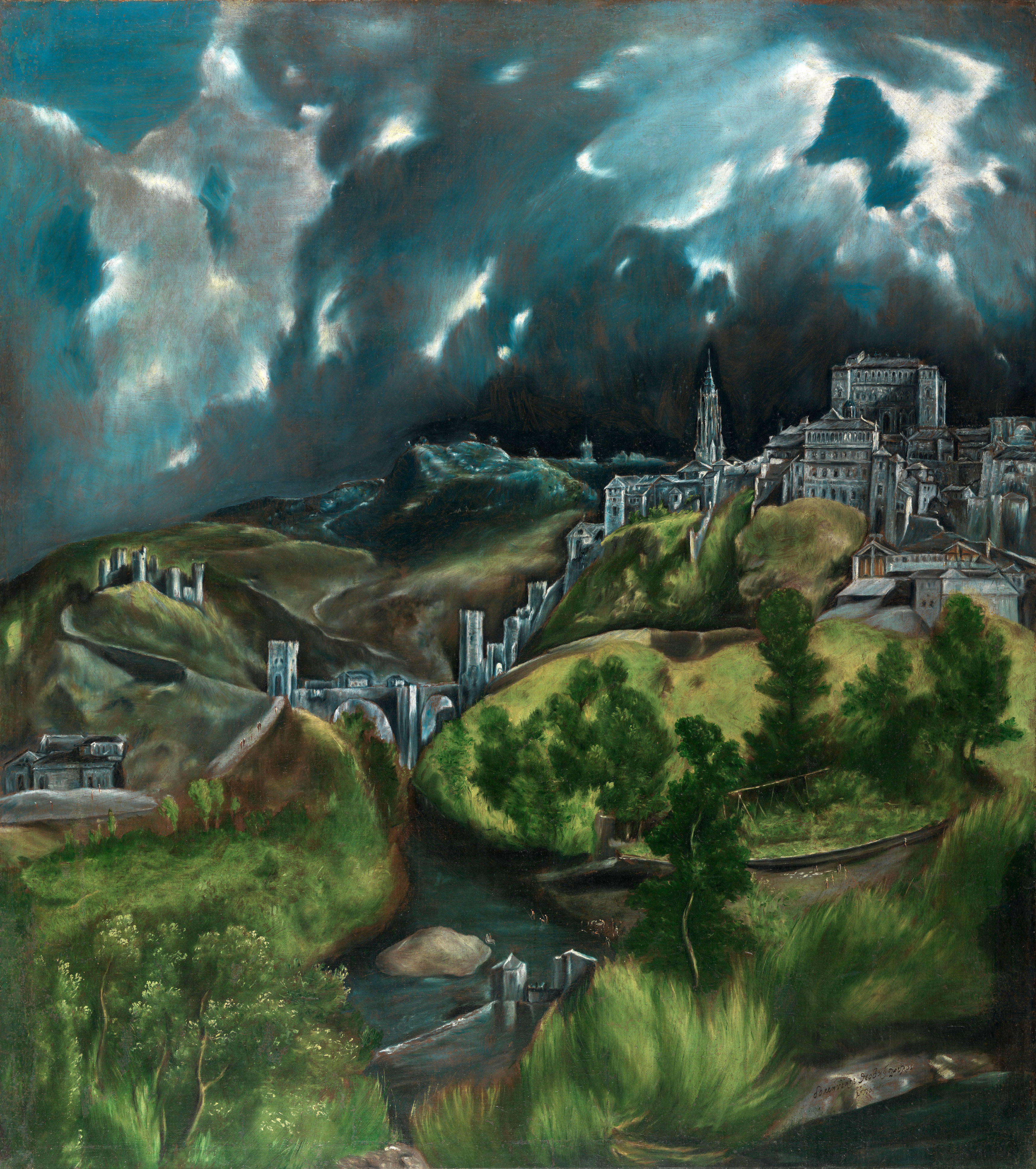
葛雷柯1595年或1610年的《多莱多风景》与20世纪的表现主义作品有惊人的类似处，一般被分为样式主义

以下为20世纪初一些重要的表现主义视觉艺术家：
- 德国：埃米尔·诺尔德、弗兰茨·马尔克、艾里奇·鲍默、昂斯特·巴拉赫、埃里希·赫克尔、卡尔·施密特-罗特卢夫、恩斯特·路德维希·基尔希纳、马克斯·贝克曼、奥古斯特·馬克、马克斯·佩希斯坦
- 中國：方幹民、吳大羽、趙無極、朱德群、吳冠中
- 奥地利：埃贡·席勒、奧斯卡·柯克西卡、保拉·莫德松·貝克爾
- 俄罗斯：瓦西里·康定斯基
- 比利时：康斯坦特·佩尔梅克、詹姆斯·恩索尔
- 法国：柴姆·蘇丁
- 挪威：爱德华·蒙克
- 義大利：亞美迪歐·莫迪利亞尼

藍騎士组织（德语：Der Blaue Reiter）和桥社是比较著名的表现主义画家结社。20世纪里表现主义也对许多其他艺术家起了重要的影响，包括所谓的抽象表现主义。
事实上并没有任何自称为表现主义派的艺术家或艺术家团体，而且这个运动主要集中在德国和奥地利。蓝色骑士主要集中在慕尼黑，而桥社则主要集中在德累斯顿（不过后来一些艺术家迁往柏林）。桥社的活动时间比较长，而蓝色骑士实际上只活动于1912年。许多艺术风格对表现主义起了影响作用，包括爱德华·蒙克、凡·高和非洲艺术。在法国表现主义与野兽派有一定的混淆。
野兽派和表现主义在使用颜色上都非常大胆，但是他们使用颜色的目的不同。野兽派意在唯美，而表现主义则意在使用这些颜色来表现感情。颜色的作用在于其表达能力，而不在于使用它来表达一个物件或者作品。表现主义使用颜色和狂乱的线条来表达自我。
蓝色骑士的领导人康定斯基将这个做法继续发展。他认为仅用颜色和形状就可以传达艺术家的感觉和情绪，由此他跃入了抽象主义的范畴，改变了20世纪的艺术。
20世紀初留學法國的中國畫家當中有不少受到立體主義等的現代藝術潮流影響，代表人物包括浙江美術學院執教的林風眠、方幹民、吳大羽，以及他們的學生趙無極、朱德群、吳冠中等。

## 其它媒体

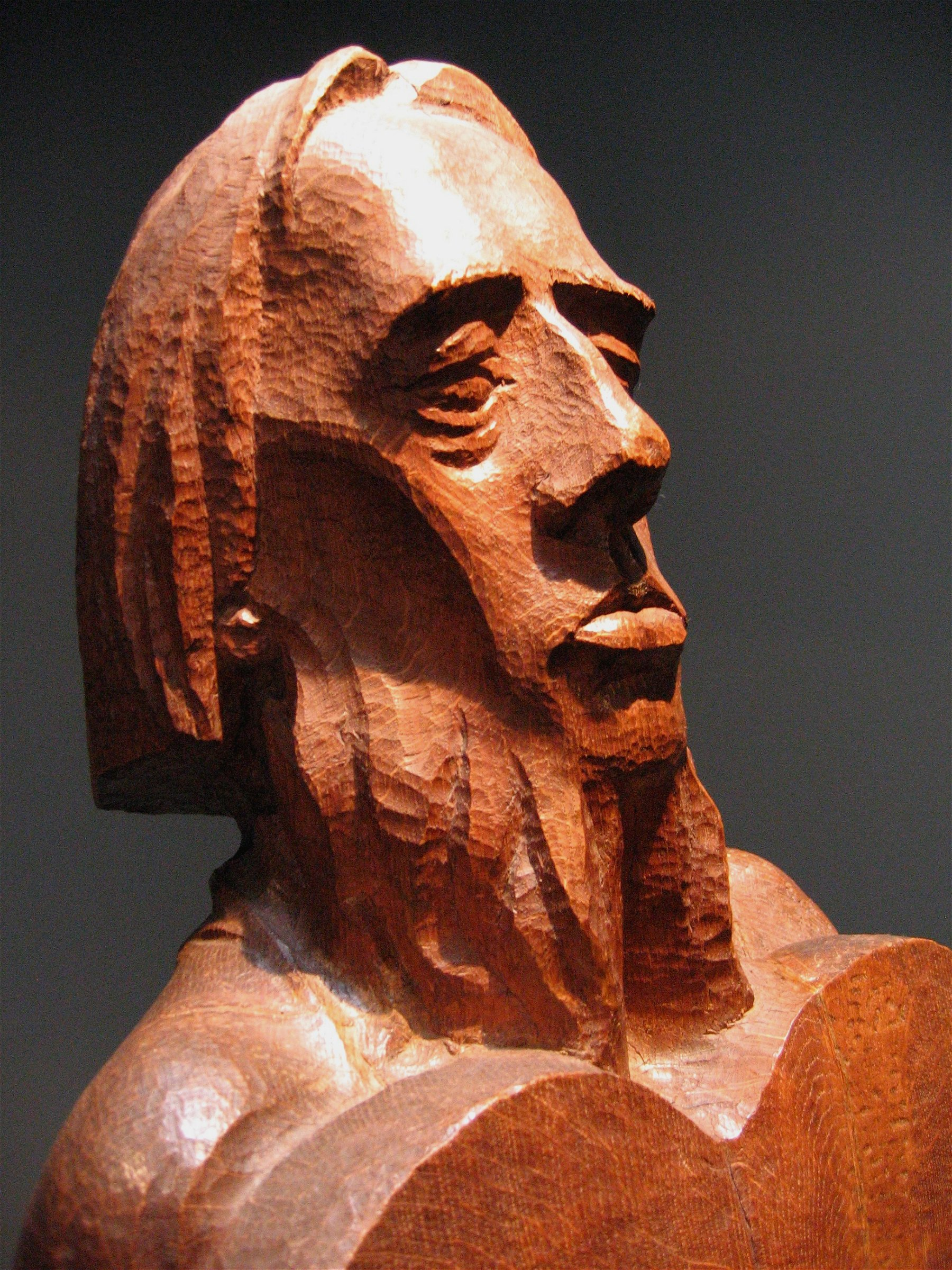
昂斯特·巴拉赫的 Moses 雕塑

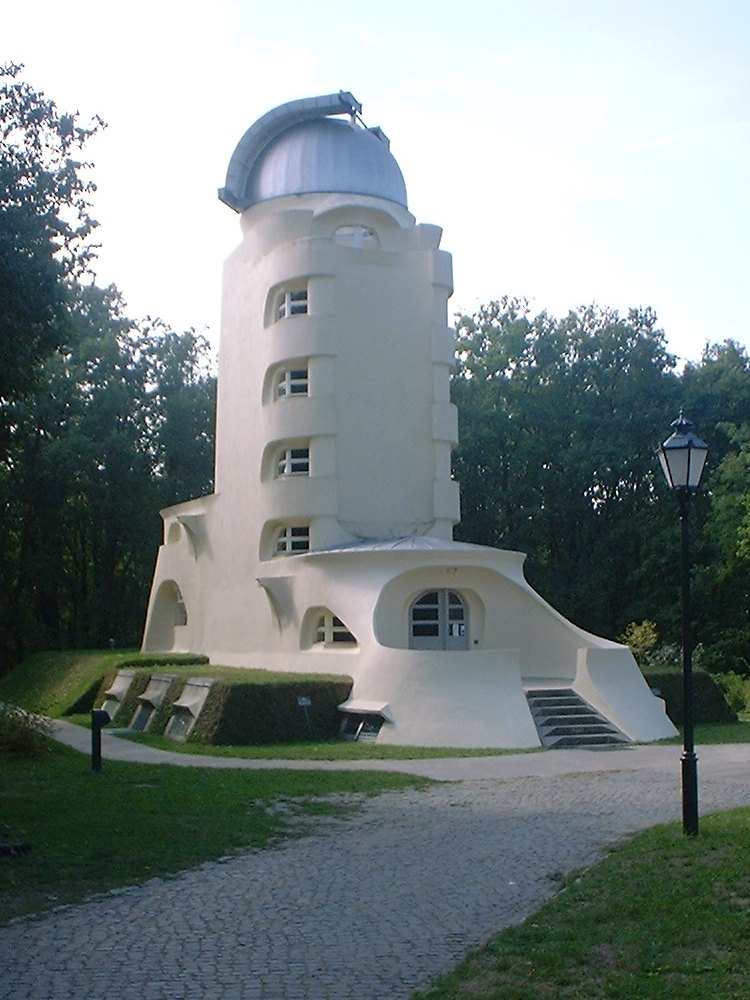
波茨坦的爱因斯坦塔

其它艺术形式中也有表现主义。

### 雕塑
代表性的雕塑家有昂斯特·巴拉赫（Ernst Barlach）。

### 電影
表现主义的电影也被称为德国表现派，其最重要的代表作有《卡里加利博士的小屋》和《泥人》。

### 小說
弗兰兹·卡夫卡的小说常被列为是表现主义的。

### 戲劇
20世纪初德国戏剧中乔治·凯泽和恩斯特·托勒爾是最著名的表现主义剧作家，其他著名剧作家有沃尔特·哈森克莱沃。瑞典剧作家奥古斯特·斯特林堡和德国演员和剧作家弗兰克·韦德肯是他们的前例。
表现主义戏剧的特点是极端简化的人物性格、合唱效应、雄辩的对话和高度的集中。其内容往往是主人公的觉醒和悲痛，尤其是与市民价值和权威（一般以父亲来代表）的斗争。
表现主义戏剧中的对话不是庸长和幻想性的就是极端缩短和电报式的。

### 音樂
第二维也纳乐派中的阿诺德·勋伯格、安东·冯·韦伯恩和阿尔班·贝尔格被看作是表现主义音乐的代表。恩斯特·克热内克的音乐也往往被看作是表现主义的。表现主义音乐家使用自己的音阶来取代传统的音阶，他们还试图使用不谐和音调来表现潜意识、内部需要和不幸。

### 建築
以下两座建筑被公认为表现主义建筑：1914年布鲁诺·陶特在德国科隆建造的玻璃亭和1921年埃瑞許·孟德爾松在波茨坦造的爱因斯坦塔。